# شيرين خاتون
شيرين خاتون (بالتركية العثمانية: شیریں خاتون)‏، هي زوجة السلطان العثماني بايزيد الثاني، ولدت في 13 مايو 1449، وأنجبت شهزاده عبد الله في 1465، وعين شاه خاتون في4 أكتوبر 1482، وتوفيت في 31 مارس 1521 عن عمر يناهز 71 عامًا ودُفنت في بورصة.

## سيرتها الذاتية

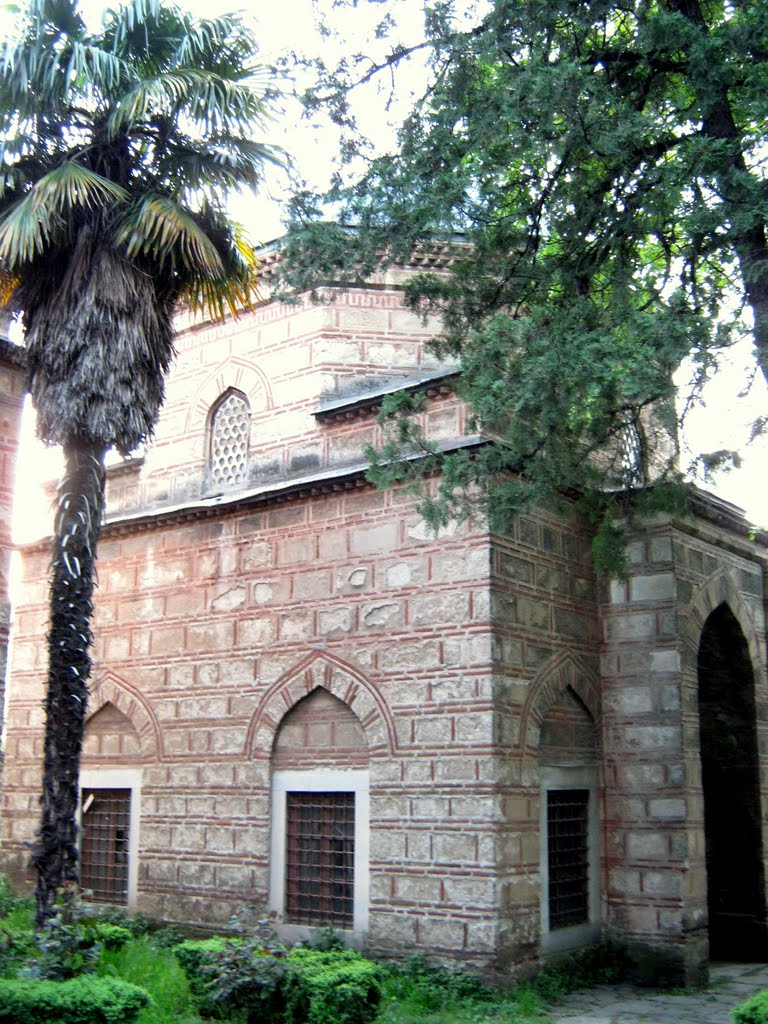
ضريح شيرين خاتون

ولا يعرف سوى القليل عن نشأة شيرين خاتون، وُجد نقش عثماني يصفها بخاتون بنت عبد الله، وكان اسم عبد الله شائعًا في تلك الفترة بين المسيحيين الذي تحولوا إلى الإسلام والتحقوا في خدمة البلاط العثماني، وكان منتشرًا في البلقان والأناضول في العصر العثماني الكلاسيكي، نفس الطريقة استُخدمت لاستنتاج أصول كلبهار خاتون الأولى زوجة محمد الفاتح ووالدة السلطان بايزيد الثاني وجدة السلطان سليم الأول. تزوجت شيرين خاتون بايزيد الثاني سنة 1464 في أماصيا، عندما كان بايزيد ما زال أميرًا وحاكمًا لمدينة  أماصيا، أنجبت الابن الأول لبايزيد شهزاده عبد الله في 1465، ثم أنجبت ابنتها عين شاه خاتون في 4 أكتوبر 1482.

حسب التقاليد العثمانية؛ يجب أن يحكم الأمراء إحدى المقاطعات كجزء من التدريب، ففي 1481 تم إرسال عبد الله إلى مانيسا ليكون حاكمًا لها، وفي نفس العام تم إرساله إلى كارامان، ورافقته شيرين خلاص فترة ولايته على هاتين المدينتين.
توفي ابنها عبد الله  في 1483 في مكتبه بالمقاطعة، وبعدها رحلت شيرين إلى مدينة بورصة عام 1483، وبدأت بالقيام ببعض الأعمال الخيرية، لفقامت ببناء «جامع خاتونية» الذي يقع داخل قلعة طرابزون وبنت مدرسة دينية في طرابزون وجعلها وقفًا، وقامت ببناء قبر لابنها عبد الله، وتوفيت في 31 مارس 1521 عن عمر يناهز 71 عامًا ودُفنت في قبر ابنها عبد الله التي بنته  في بورصة.